# Desmond Doss
Desmond Thomas Doss (Lynchburg, Virgínia, 7 de febrer de 1919 - Piedmont, Alabama, 23 de març de 2006) va ser un caporal de l'Exèrcit dels Estats Units que va servir com a metge de combat amb una companyia d'infanteria durant la Segona Guerra Mundial. Es va convertir en el primer i únic objector de consciència que va rebre la Medalla d'Honor per les accions realitzades durant la  batalla d'Okinawa.
Altres dos objectors de consciència que van rebre la medalla en la guerra del Vietnam foren Thomas W. Bennett (1947-1969) i Joseph G. LaPointe Jr. (1948-1969). El llegendari heroi de la Primera Guerra Mundial Alvin York (1887-1964) es va declarar inicialment objector de consciència el 1917, però més tard va canviar d'opinió.

## Biografia
Desmond Doss era fill de William Thomas Doss, un fuster, i Bertha I. (Oliver) Doss. Va deixar d'anar a escola després del novè grau per ajudar a mantenir els seus pares, el germà i la germana durant la Gran Depressió. Al començament de la Segona Guerra Mundial, va treballar en una drassana de Newport News, Virginia, en el treball de defensa.
Doss es va allistar voluntàriament, entrant al servei militar l'1 d'abril de 1942 a Camp Lee, Virginia. Va ser enviat a Fort Jackson a Carolina del Sud per a la formació amb la 77a Divisió d'Infanteria. Doss es va negar a poder matar un enemic o portar una arma en combat a causa de les seves creences personals com a adventista del Setè Dia. Així es va convertir en una persona de rescat assignat a la 2a Secció, Companyia B, 1r Batalló, 307è Regiment d'Infanteria, de la 77a Divisió. Mentre complia amb el seu escamot (cada secció de la Companyia B tenia una persona de rescat) en combat a Guam i les Filipines el 1944, va ser guardonat amb una Estrella de Bronze per ajudar els soldats ferits sota el foc. A Okinawa, va ajudar i salvar la vida de 75 soldats d'infanteria ferits del seu batalló en la part superior d'una cresta durant la batalla el 1945; al mateix temps que s'adheria a les seves conviccions religioses. Doss va ser ferit quatre vegades a Okinawa, i en va ser evacuat el 21 de maig. El 1946, se li va diagnosticar una tuberculosi, que va contreure a Leyte i que li va costar un pulmó i cinc costelles. Va ser donat d'alta honorablement l'agost de 1951 amb una discapacitat del 90%.
Doss es va casar amb Dorothy Schutte el 17 d'agost de 1942 i van tenir un fill, Desmond Jr. (o Tommy), nascut el 1946. Dorothy va morir el 1991 de càncer cerebral i Doss després es va casar amb Frances Duman. Doss va quedar severament incapacitat per les seves ferides i va treballar en la seva petita granja a Geòrgia.
Doss va morir el 2006 a casa seva, a Piedmont, Alabama, després d'haver estat hospitalitzat per dificultat respiratòria, Un cotxe fúnebre tirat per cavalls va lliurar el taüt al pavelló cobert de la tomba (mentre, com a tribut, uns helicòpters militars sobrevolaven la zona en formació) al Cementiri Nacional de Chattanooga, Tennessee.

## En la cultura popular
El llargmetratge Hacksaw Ridge, basat en la seva vida, fou dirigit per Mel Gibson i estrenat als Estats Units el 4 de novembre de 2016 amb crítiques positives. En la pel·lícula, Doss és interpretat per Andrew Garfield.

## Condecoracions
Les condecoracions de Doss inclouen:
 Insígnia de Metge de Combat
 Medalla d'Honor 
 Estrella de Bronze amb una Fulla de Roure i el Distinctiu "V"
 Cor Porpra amb dues Fulles de Roure
 Medalla de bona conducta de l'Exèrcit
 Medalla de la Campanya Americana
 Medalla de la Campanya Asiàtica-Pacífica amb una punta de fletxa i tres estrelles de bronze
  Medalla de la Victòria a la II Guerra Mundial
 Medalla de l'Alliberament de les Filipines amb una estrella de servei
  Citació Presidencial d'Unitat
 Elogi d'Unitat Meritòria 